# Nguyễn Văn Tường
Nguyễn Văn Tường, né en 1824 et mort en 1886, est un mandarin annamite, régent impérial de 1883 à 1884.

## Biographie
Issu d'une famille de lettrés vietnamiens tombée en disgrâce pour s'être révoltée contre la dynastie Nguyễn, Nguyễn Văn Tường parvient à retrouver les faveurs de la cour et à rentrer au service de l'empereur Tự Đức
Au début de la colonisation française de l'Indochine, Nguyễn Văn Tường est chargé de négocier avec les Français. Le 15 mars 1874, il est le signataire du « traité Philastre » qui permet à l'Annam de récupérer les territoires conquis au Tonkin par Francis Garnier et prévoit des accords commerciaux et douaniers avec la France. Il est ensuite nommé ministre des affaires extérieures, puis chef du cabinet de l'empereur.
En juillet 1883, l'empereur meurt alors que les Français envahissent le Tonkin. Le pouvoir est alors détenu par un conseil de régents, dont les plus influents sont Nguyễn Văn Tường — qui est par ailleurs l'amant de la concubine impériale Học Phi — et Tôn Thất Thuyết. En moins d'un an, les régents font détrôner ou tuer trois empereurs successifs, Dục Đức, Hiệp Hoà, et Kiến Phúc. En juillet 1884, les Français prennent Hué. Tôn Thất Thuyết  s'enfuit avec le jeune empereur Hàm Nghi pour lancer une insurrection, mais Nguyễn Văn Tường se soumet aux conquérants français,.
Les Français, qui ne font aucune confiance à Nguyễn Văn Tường, lui donnent deux mois pour obtenir la soumission de Hàm Nghi. Finalement, ils l'arrêtent le 6 septembre 1883, puis le font déporter à Tahiti où il meurt quelques mois plus tard.